# Sư đoàn 390, Quân đội nhân dân Việt Nam
Sư đoàn Bộ binh 390 (Đại đoàn Đồng Bằng) tiền thân là sư đoàn 320B là một sư đoàn bộ binh chủ lực của Quân đội nhân dân Việt Nam, thuộc biên chế của Quân đoàn 12, (từ năm 1975 đến ngày 21/11/2023 sư đoàn thuộc biên chế của Quân đoàn 1).

## Lịch sử
Ngày 23/8/1965, Đại đoàn Đồng Bằng được đổi phiên hiệu thành sư đoàn 320A là đơn vị chiến đấu cơ động và sư đoàn 320B là đơn vị huấn để bổ sung lực lượng cho các chiến trường miền Nam. Sư đoàn 320B chính là tiền thân của sư đoàn 390 hiện nay. Năm 1972, sư đoàn vào Nam chiến đấu chủ yếu ở chiến trường Quảng Trị, trực tiếp tham gia Trận Thành cổ Quảng Trị. Sư đoàn tham gia Chiến dịch Hồ Chí Minh trong đội hình của Quân đoàn 1, trực tiếp đánh chiếm Bộ Tổng Tham mưu Quân đội Việt Nam Cộng hòa.
Ngày 3/3/1979, Sư đoàn được lệnh tham gia đánh đuổi quân đội Trung Quốc ở biên giới phía Bắc. Tuy nhiên, khi lên đến Lạng Sơn, quân đội Trung Quốc đã rút về nước.

## Tổ chức
Sư đoàn 390 gồm 3 trung đoàn bộ binh và các tiểu đoàn, đại đội trợ chiến:
- Trung đoàn Bộ binh 27 (Trung đoàn Triệu Hải)
- Trung đoàn Bộ binh 48 (Trung đoàn Thăng Long Thạch Hãn)
- Trung đoàn Bộ binh 64 (Trung đoàn Vĩnh Định)

## Thành tích
Sư đoàn 390 cùng 11 tập thể, 19 cá nhân được phong tặng danh hiệu cao quý Anh hùng Lực lượng vũ trang nhân dân; Huân chương bảo vệ tổ quốc; 9 Huân chương Quân công và 170 Huân chương Chiến công cho tập thể; 3.428 Huân chương cho cá nhân. Hiện tại, bộ tham mưu sư đoàn đóng tại phường Ngọc Trạo, thị xã Bỉm Sơn, tỉnh Thanh Hóa.

## Lãnh đạo hiện nay
- Sư đoàn trưởng: Đại tá Phạm Văn Chúc
- Chính uỷ: Thượng tá Nguyễn Quang Linh